# Ad-Daghghara
Ad-Daghghara (arab. الدغارة) – miasto w Iraku, w muhafazie Al-Kadisijja. W 2009 roku liczyło 16 886 mieszkańców.